# Звернення до огиди
Звернення до огиди або мудрість відрази також неофіційно відомий як лайк-фактор, це переконання, що інтуїтивну (або «глибинну») негативну реакцію на якусь річ, ідею чи практику слід інтерпретувати як доказ для внутрішньої шкідливості або злого характеру цієї речі. Крім того, воно посилається на уявлення про те, що мудрість може проявлятися у почутті огиди до всього, чому не вистачає доброти або мудрості, хоча почуття або міркування такої мудрості не може бути відразу пояснене розумом.

## Походження та використання
Термін «мудрість відрази» ввів у 1997 році Леон Касс, голова (2001–2005) Ради з біоетики при Президенті США, у статті в The New Republic, який пізніше був розширений до наступної (2001) статті в тому ж журналі, а також включено до його книги 2002 року «Життя, свобода та захист гідності». Касс заявив, що огида не є аргументом «сама по собі», але далі сказав, що «у вирішальних випадках... відраза є емоційним вираженням глибокої мудрості, яку розум не може повністю сформулювати».
Термін виник у дискусіях про біоетику. Його часто використовують ті, хто визнає його основну передумову; тобто, що відраза насправді вказує на мудрість. Тому його часто розглядають як навантажену мову, і в першу чергу використовується деякими біоконсерваторами для обґрунтування своєї позиції.
Концепція також використовується при дослідженні таких суперечок, як одностатеві шлюби, порнографія, легалізація марихуани, альтернативна сексуальність та легалізація абортів. У всіх випадках він висловлює думку, що чиясь «кишкова реакція» може виправдати заперечення проти певної практики навіть за відсутності переконливих раціональних аргументів проти цієї практики.

## Критика
Мудрість огидності піддавалася критиці як приклад звернення до емоцій, так і за базову передумову, яка, здається, відкидає раціоналізм. Хоча наука визнає, що відчуття огиди, швидше за все, розвинулося як корисний захисний механізм (наприклад, у тому, що воно має тенденцію запобігати або забороняти потенційно шкідливу поведінку, як-от інбридинг, канібалізм і копрофагія), соціальні психологи ставлять під сумнів, чи може інстинкт мати будь-яку моральну або логічну цінність, якщо його вилучити з контексту, в якому він був спочатку набутий. 
Марта Нусбаум явно виступає проти концепції моральності, заснованої на огиді. Нусбаум зазначає, що огида протягом усієї історії використовувалася як виправдання переслідування. Наприклад, у різні часи расизм, антисемітизм, сексизм та гомофобія були викликані відразою.
Стівен Джей Гулд зауважив, що «наші упередження часто переважають нашу обмежену інформацію. [Вони] настільки поважні, настільки рефлексивні, настільки частково є частиною нашої другої природи, що ми ніколи не перестаємо розпізнавати їх статус як соціальні рішення з радикальними альтернативами— і ми розглядаємо їх як дану і очевидну істину».
Британський біоетик Джон Гарріс відповів на думку Касса, стверджуючи, що «не існує необхідного зв’язку між явищами, установками або діями, які викликають у нас неспокій, або навіть тими, що викликають у нас огиду, і цими явищами , ставлення та дії, які мають вагомі підстави вважатися неетичними. З цього також не випливає, що ті речі, які, на нашу думку, є неетичними, повинні бути заборонені законодавством або нормативними актами".